# 장유동
장유동(長有洞)은 경상남도 김해시 남부에 위치한 3개 행정동(장유1동, 장유2동, 장유3동)의 통칭이다.

## 역사
2013년 7월 1일에 장유면이 장유1동, 2동, 3동으로 분리되었으며, 법정리는 법정동으로 전환되었다. 당시(2013년 6월 말) 장유면의 인구는 부산광역시 강서구(68,009)의 2배인 13만4481 명이었다.
- 장유신도시 동쪽 지역 (유하리·내덕리·신문리·부곡리·무계리) → 장유1동
- 장유신도시 서쪽 지역 (대청리·삼문리) → 장유2동
- 율하신도시 지역 (관동리·율하리·장유리·응달리·수가리) → 장유3동

## 법정동

### 장유1동
- 유하동
- 내덕동
- 신문동
- 부곡동
- 무계동

### 장유2동
- 대청동
- 삼문동

### 장유3동
- 관동동
- 율하동
- 장유동
- 응달동
- 수가동

## 편의시설
장유동
- N스퀘어

## 아파트
| 단지명                                  | 건설사                | 시행사                        | 주소                | 주소   | 입주        | 비고     |
| --------------------------------------- | --------------------- | ----------------------------- | ------------------- | ------ | ----------- | -------- |
| 월산마을 7단지 주공                     | 삼능건설㈜            | 대한주택공사                  | 월산로 119          | 부곡동 | 2004년 3월  |          |
| 월산마을 11단지 주공                    | 대아건설㈜            | 대한주택공사                  | 월산로 103          | 부곡동 | 2004년 10월 | 국민임대 |
| 월산마을 14단지 주공                    | 대아건설㈜            | 대한주택공사                  | 월산로 81-14        | 부곡동 | 2004년 10월 | 국민임대 |
| 월산마을 5단지 두산위브                 | 두산산업개발          | 백선㈜                        | 월산로 112-55       | 부곡동 | 2004년 8월  |          |
| 월산마을 10단지 SK VIEW                 | ㈜에스케이건설        |                               | 월산로 112-34       | 부곡동 | 2005년 12월 |          |
| 석봉마을 10단지 대동                    | 대동주택㈜            | 대동주택㈜                    | 금관대로599번길 11  | 무계동 | 2000년 7월  |          |
| 갑오마을 3단지 대동                     | 대동주택㈜            | 대동주택㈜                    | 계동로102번길 17-27 | 대청동 | 2000년 7월  |          |
| 젤미마을 3단지 대동피렌체 앙코르        | 대동주택㈜            | 대동주택㈜                    | 번화1로 104         | 삼문동 | 2004년 12월 |          |
| 석봉마을 1단지 대동                     | 대동주택㈜            | 대동주택㈜                    | 월산로 82-62        | 부곡동 | 2000년 7월  |          |
| 석봉마을 6단지 대동                     | 대동주택㈜            | 대동주택㈜                    | 월산로 26           | 부곡동 | 2000년 7월  |          |
| 석봉마을 5단지 대동                     | 대동주택㈜            | 대동주택㈜                    | 월산로 10           | 부곡동 | 2000년 8월  |          |
| 석봉마을 2단지 대동피렌체               | ㈜대동이엔씨          | ㈜대동이엔씨                  | 월산로 74           | 부곡동 | 2004년 9월  |          |
| 석봉마을 3단지 대동피렌체               | ㈜대동종합건설        | ㈜대동이엔씨                  | 월산로 62           | 부곡동 | 2004년 9월  |          |
| 젤미마을 2단지 주공                     |                       | 대한주택공사                  | 능동로 76           | 삼문동 | 2002년 10월 | 국민임대 |
| 젤미마을 6단지 주공                     | 삼전건설㈜            | 대한주택공사                  | 번화1로84번길 29    | 삼문동 | 2003년 3월  |          |
| 갑오마을 3단지 주공                     | 동성산업㈜ ㈜경동     | 대한주택공사                  | 계동로102번길 9     | 대청동 | 2002년 10월 |          |
| 율곡마을 2단지 주공                     | ㈜동양건설            | 대한주택공사                  |                     | 율하동 | 2008년 11월 | 국민임대 |
| 율현마을 12단지 주공                    | ㈜한양                | 대한주택공사                  |                     | 율하동 | 2009년 6월  | 국민임대 |
| 율현마을 13단지 주공                    |                       | 대한주택공사                  | 율하2로 164         | 율하동 | 2009년 6월  | 국민임대 |
| 월산마을 13단지 푸르지오                | 대우건설              | ㈜정림                        | 월산로 82-15        | 부곡동 | 2004년 8월  |          |
| 젤미마을 5단지 푸르지오                 | 대우건설              | ㈜계림                        | 능동로 10           | 삼문동 | 2005년 8월  |          |
| 갑오마을 9단지 푸르지오                 | 대우건설              | ㈜계림                        | 반룡로 65           | 대청동 | 2005년 8월  |          |
| 갑오마을 8단지 푸르지오                 | 대우건설              | ㈜대승실업                    | 반룡로 11           | 대청동 | 2005년 1월  |          |
| 갑오마을 1단지 푸르지오                 | 대우건설              | ㈜선우건설                    | 계동로 138          | 대청동 | 2005년 1월  |          |
| 팔판마을 5단지 푸르지오                 | 대우건설              | ㈜해인건설                    | 팔판로 71           | 관동동 | 2005년 3월  |          |
| 팔판마을 6단지 푸르지오                 | 대우건설              | ㈜해인건설                    | 팔판로 27           | 관동동 | 2005년 3월  |          |
| 팔판마을 4단지 푸르지오                 | 대우건설              | ㈜호야건설                    | 팔판로 93           | 관동동 | 2005년 6월  |          |
| 율상마을 3단지 푸르지오                 | 대우건설              | ㈜디에스네트웍스              | 율하2로 57          | 율하동 | 2008년 12월 |          |
| 율상마을 4단지 푸르지오                 | 대우건설              | ㈜디에스네트웍스              | 율하1로 64          | 율하동 | 2008년 12월 |          |
| 원메이저 푸르지오                       | 대우건설              | 현대건설                      |                     | 장유동 | 2018년 12월 |          |
| 원메이저 힐스테이트                     | 현대건설              | 현대건설                      |                     | 장유동 | 2018년 12월 |          |
| 율하자이 힐스테이트                     | 현대건설 ㈜지에스건설 | ㈜지에스건설                  |                     | 장유동 | 2019년 5월  |          |
| e편한세상 장유2차                       | ㈜삼호                | ㈜국제자산신탁                |                     | 무계동 | 2018년 11월 |          |
| 율현마을 10단지 동원로얄듀크            | 동원개발              |                               |                     | 율하동 | 2013년 4월  |          |
| 젤미마을 8단지 파크뷰                   | ㈜창우                | ㈜창우                        |                     | 삼문동 | 2002년 9월  |          |
| 젤미마을 10단지 한림리츠빌              | ㈜한림건설            |                               |                     | 삼문동 | 2004년 10월 |          |
| 죽림마을 7단지 한림풀에버               | ㈜한림건설            |                               |                     | 관동동 | 2013년 9월  |          |
| 덕산아내 에코캐슬                       | ㈜덕산토건            | ㈜삼영개발                    |                     | 삼문동 | 2018년 8월  |          |
| 젤미마을 1단지 부영                     | ㈜부영                | ㈜부영                        | 번화2로 90          | 삼문동 | 2002년 8월  |          |
| 갑오마을 10단지 e그린타운               | ㈜부영                | ㈜부영                        | 반룡로 87-12        | 삼문동 | 2003년 8월  |          |
| 갑오마을 11단지 e그린타운               | ㈜부영                | ㈜부영                        | 삼문로 88           | 삼문동 | 2003년 9월  |          |
| 젤미마을 7단지 e그린타운                | ㈜부영                | ㈜부영                        | 번화1로84번길 9     | 삼문동 | 2004년 5월  |          |
| 젤미마을 4단지 e그린타운                | ㈜부영                | ㈜부영                        | 능동로 32           | 삼문동 | 2004년 10월 |          |
| 젤미마을 9단지 e그린타운                | ㈜부영                | ㈜부영                        | 대청로210번길 13    | 삼문동 | 2004년 10월 |          |
| 팔판마을 1단지 e그린타운                | ㈜부영                | ㈜부영                        | 덕정로 108          | 관동동 | 2005년 6월  |          |
| 팔판마을 2단지 e그린타운                | ㈜부영                | ㈜부영                        | 계동로 31           | 관동동 | 2005년 2월  |          |
| 팔판마을 3단지 e그린타운                | ㈜부영                | ㈜부영                        | 덕정로 68           | 관동동 | 2004년 5월  |          |
| 갑오마을 4단지 부영                     | ㈜부영                | ㈜부영                        | 계동로102번길 24    | 대청동 | 2002년 7월  |          |
| 갑오마을 6단지 부영                     | ㈜부영                | ㈜부영                        | 계동로 76-56        | 대청동 | 2002년 7월  |          |
| 갑오마을 5단지 부영                     | ㈜부영                | ㈜부영                        | 계동로 86           | 대청동 | 2002년 8월  |          |
| 갑오마을 7단지 부영                     | ㈜부영                | ㈜부영                        | 계동로 76-22        | 대청동 | 2002년 9월  |          |
| 월산마을 1단지 부영                     | ㈜부영                | ㈜부영                        | 부곡로 78           | 부곡동 | 2002년 9월  |          |
| 월산마을 2단지 부영                     | ㈜부영                | ㈜부영                        | 대청로 421          | 부곡동 | 2002년 10월 |          |
| 월산마을 3단지 부영                     | ㈜부영                | ㈜부영                        | 월산로 142          | 부곡동 | 2002년 10월 |          |
| 석봉마을 9단지 부영                     | ㈜부영                | ㈜부영                        | 금관대로599번길 27  | 무계동 | 2002년 5월  |          |
| 월산마을 9단지 부영                     | 동광주택산업㈜        | 부영㈜                        | 월산로 112-56       | 부곡동 | 2002년 3월  |          |
| 석봉마을 8단지 부영                     | 동광주택산업㈜        | 부영㈜                        | 월산로 13-14        | 부곡동 | 2003년 9월  |          |
| 월산마을 6단지 부영                     | 동광주택산업㈜        | 부영㈜                        |                     | 부곡동 | 2001년 12월 |          |
| 월산마을 12단지 부영                    | 부영㈜                | 부영㈜                        |                     | 부곡동 | 2001년 12월 |          |
| 월산마을 8단지 부영                     | 부영㈜                | 부영㈜                        | 월산로 111-48       | 부곡동 | 2004년 2월  |          |
| 석봉마을 4단지 부영                     | 부영㈜                | 부영㈜                        | 능동로 117          | 부곡동 | 2004년 2월  |          |
| 석봉마을 7단지 부영                     | 부영㈜                | 부영㈜                        | 능동로 118          | 부곡동 | 2004년 2월  |          |
| 월산마을 4단지 부영 (18차)              | 부영㈜                | 부영㈜                        |                     | 부곡동 | 2004년 8월  |          |
| 월산마을 4단지 부영 (19차)              | 부영㈜                | 부영㈜                        | 부곡로 10           | 부곡동 | 2004년 9월  |          |
| 장유역 중흥S-클래스 더 퍼스트           | 중흥건설              | 중봉건설㈜                    | 외덕로 125          | 내덕동 | 2024년 12월 |          |
| 김해율하 더 스카이시티 제니스 앤 프라우 | 코오롱글로벌 두산건설 | 율하이엘 지역주택조합         | 장유로 500          | 신문동 | 2025년 2월  |          |
| 더샵 신문그리니티                       | 포스코이앤씨          | ㈜무궁화신탁 ㈜지엠디태우개발 |                     | 신문동 |             |          |

## 같이 보기
- 장유 (김해시)